# Raggyor Caka
Raggyor Caka (kinesiska: Rejue Chaka, 热觉茶卡) är en saltsjö i Kina. Den ligger i den autonoma regionen Tibet, i den sydvästra delen av landet, omkring 600 kilometer nordväst om regionhuvudstaden Lhasa.
Genomsnittlig årsnederbörd är 283 millimeter. Den regnigaste månaden är juli, med i genomsnitt 74 mm nederbörd, och den torraste är januari, med 4 mm nederbörd.